# Surfilage

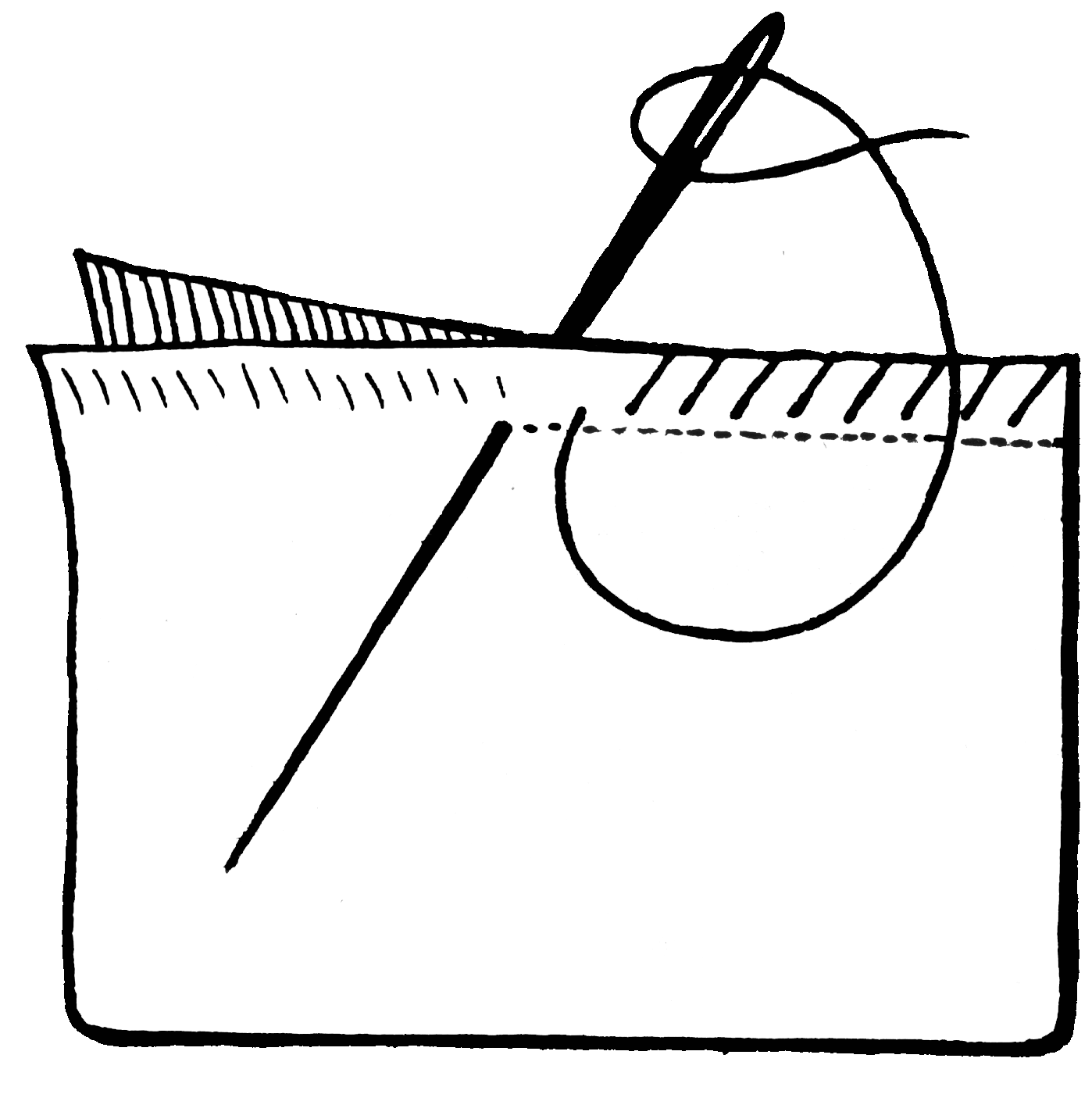
Surfilage.

L'action de surfiler consiste à réaliser un arrêt de l'effilochage des bords coupés (lisière) des tissus tissés (les non-tissés ne peuvent s’effilocher). Point de droite à gauche, qui doit être accompagné du point de surjet de gauche à droite.

## Pourquoi?
Lorsque le tissu est coupé, les fils de trame et de chaîne étant libres, ils ont tendance à se désolidariser l'un de l'autre. Pour arrêter cette action on surfile. Le surfilage peut se faire à la main ou avec différentes machines (surfileuse, surjeteuse, pour les industrielles et point zigzag pour les familiales ou semi-industrielles). Les machines permettent d'imiter le point main et de faire le point de surfil et de surjet (aller retour) en un passage.

## Comment?
Le point machine le plus couramment utilisé avec une machine à coudre familiale est le point zigzag. Le point à la main peut encore se voir en haute couture ou costume de scène. 
La surfileuse est une machine qui permet le surfilage avec un point de chaînette.
La surjeteuse est une machine qui en plus d'effectuer le surjet rend les bords nets grâce à l'action d'un couteau. 

Le mot surfil existe dans les techniques de filage du fil. 
Le mot surjet existe en tricot et crochet.